# پاین ایر (فلوریدا)
پاین ایر (به انگلیسی: Pine Air) یک منطقهٔ مسکونی در ایالات متحده آمریکا است که در فلوریدا واقع شده‌است. پاین ایر ۲٬۰۲۴ نفر جمعیت دارد و ۴٫۸۸ متر بالاتر از سطح دریا قرار دارد.